# Kazutaka Nishiyama
Kazutaka Nishiyama, född den 28 augusti 1970, är en japansk idrottare som tog brons i baseboll vid olympiska sommarspelen 1992 i Barcelona.